# 塞费尔德-卡多尔茨
塞费尔德-卡多尔茨是奥地利下奥地利州霍拉布伦县的一个市镇。总面积21.87平方公里，总人口958人，人口密度43.8人/平方公里（2005年）。